# Paul Redonnel
Cyprien Paul Redonnel, né le 21 janvier 1860 à Cournonterral et mort le 20 février 1935 à Paris, est un poète, écrivain, créateur de revues et félibre français, proche à ses débuts du symbolisme et défenseur entre autres de la culture occitane et du régionalisme. Il était un passionné d'occultisme.

## Biographie
Paul-Cyprien Redonnel naît le 21 janvier 1860 à Cournonterral (Hérault). Son père meurt alors qu'il n'a qu'un mois. La famille déménage à Montpellier.
Vers 1888, il est secrétaire du ministre Jules Simon, qui parraine diverses associations et sociétés provinciales visant à promouvoir le folklore et la littérature des terroirs. Par lui, il est sans doute initié à la franc-maçonnerie.
En 1889, il est à Paris et fait son entrée en littérature. Il collabore à plusieurs revues, comme Les Essais, L'Ermitage, sort sa première plaquette de poésie, La Mort du vieillard, et devient le secrétaire de rédaction de Léon Deschamps, qui lance le premier numéro de La Plume le 15 avril. Il y restera onze ans. Il s'intéresse au félibrige. Un numéro de La Plume y est consacré en mars 1891, avec Charles Maurras comme contributeur. Entretemps, il s'est marié avec Marie Mathieu, fille d'un avocat, le 11 novembre 1890 avec pour témoins Maurras et Léon Durocher, lequel partage avec Redonnel une passion pour les poètes occitans. Le jeune couple habite faubourg Saint-Marcel. En mai, il publie son deuxième ouvrage de poésie, Liminaires, vers, qui s'appuyant sur la tradition occitane, revendique un style très personnel et libre, voire précieux. Les critiques de René Ghil, Stuart Merrill, Ernest Raynaud, ou du jeune Paul Valéry sont élogieuses.
Il part s'installer à Montpellier durant quatre ans. Fin 1891, il publie dans un nouveau périodique qu'il dirige, Chimère, revue indépendante et d'insolence littéraire, le poème Voyelles d'Arthur Rimbaud, lequel vient de mourir. Puis il édite la revue La Cigalo d'or directement en occitan. Il noue une relation épistolaire avec le futur promoteur du coopérativisme, Achille Daudé-Bancel.
Début 1894, il publie Les Chansons éternelles : un argument analytique un recueil jugé inclassable, mêlant différents styles et techniques, en coédition avec La Plume et la Bibliothèque d'Occitanie — maison qu'il dirige — toujours à Montpellier, avec des illustrations signées Paul Berthon. Le recueil sera réédité en 1898 à la Bibliothèque artistique et littéraire avec la collaboration cette fois de quarante-deux illustrateurs, dont Alfons Mucha et Frédéric-Auguste Cazals. Puis il prend la rédaction en chef de la revue La France d'Oc. Il est soutenu par Ghil et André Gide.
En 1895, il regagne Paris. Deux ans plus tard il fonde Les Cahiers occitans, puis Les Cahiers humains avec Maurice Barrès. Il collabore à L'Omnibus de Corinthe fondée par Marc Mouclier en octobre 1896. Il se veut ensuite dreyfusard au moment de l'affaire, puis défend le provincialisme littéraire, ce qui crée des tensions au sein du comité de La Plume. 

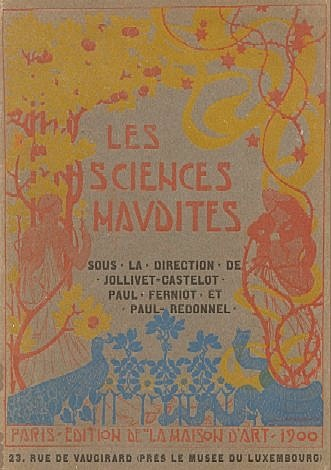
Les Sciences maudites (1900) publié par la Maison d'art : couverture de Louis Payret-Dortail.

Fin 1899, à la mort de Deschamps, il dirige durant quelques mois La Plume, puis démissionne ainsi que le directeur, Paul Ferniot, et les deux hommes s'en vont fonder une maison d'édition, « La Maison d'Art », et publient un peu de tout. Dans le catalogue, on trouve signé par les deux fondateurs et François Jollivet-Castelot, Les Sciences maudites (1900), traitant de toutes les formes d'occultisme, et illustré par de jeunes peintres issus de l'atelier de Gustave Moreau, tels Louis Payret-Dortail, Léon-Laurent Galand et Paul Cirou, dans un esprit fin de siècle. Le duo sort ensuite une revue, Les Partisans, revue de combat, d'art, de littérature et de sociologie avec entre autres au sommaire Léon Bloy, Laurent Tailhade, Han Ryner, qui cesse de paraître au bout de dix livraisons en mars 1901.
Tout en animant vers 1901 un petit groupe de réflexion intitulé « Thé Idéal », Redonnel devient secrétaire de L'Action régionaliste, revue dirigée par le félibre Jean Charles-Brun, puis écrit dans Les Cahiers régionalistes. Il est l'un des porte-paroles des Occitans à Paris et rêve de fédérer l'ensemble des voix régionalistes occitanes, mais ne réussit pas à convaincre son ami Louis-Xavier de Ricard qui est plus fédérateur au niveau national. Il semble s'occuper de cette revue durant quinze ans. En 1904, il publie des poèmes dans une petite revue, L'Atlantide, dirigée par Joseph Décombe et Edmond André Rocher.
En 1923, on le retrouve à la tête de la revue Le Voile d'Isis, organe des rosicruciens martinistes, jusqu'en 1929 ; il y écrit sous le pseudonyme de « Ian Mongoï » et se dédie à l'hermétisme et l'ésotérisme, tout en préfaçant des livres dédiés aux occultistes comme Eliphas Lévi. Il s'oppose bientôt à René Guénon. Ensuite il publie des contes dans Le Compagnonnage et s'attèle à une traduction du Don Quichotte, jamais parue.
Fin 1927, Paul Redonnel est employé par le Mercure de France, grâce à l'influence de Guy Charles-Cros, comme le précise le Journal littéraire de Paul Léautaud au 4 novembre 1927.
Il reçoit le prix Kastner-Boursault de l’Académie française en 1932.
Ayant perdu son épouse, et relativement démuni, il meurt le 20 février 1935 à Paris ; il vivait à Malakoff où il est enterré au cimetière communal. Charles-Brun et Marcelle Tinayre semblent avoir été ses plus fidèles amis.